# Croxton, Lincolnshire
Croxton är en civil parish i Storbritannien.   Den ligger i kommunen North Lincolnshire och riksdelen England, i den sydöstra delen av landet, 230 km norr om huvudstaden London.